# El problema
El problema è un singolo dei rapper russi Morgenštern e Timati, pubblicato il 18 settembre 2020 come terzo estratto dal settimo album in studio di Timati Tranzit.
È stato candidato ai premi Viktorija nella categoria di miglior artista hip hop.

## Video musicale
Il video musicale, reso disponibile in concomitanza con l'uscita del singolo, è stato diretto da Zaur Zaseev. Nell'ambito del Premija Muz-TV ha trionfato come Miglior video.

## Tracce
Testi di Ališer Tagirovič Morgenštern e Timur Il'darovič Junusov, musiche di Slava Marlow.
1. El problema – 2:17

## Classifiche
| Classifica (2020) | Posizione massima |
| ----------------- | ----------------- |
| Lituania          | 74                |